# غيل ديفيس
غيل ديفيس (بالإنجليزية: Gail Davis)‏ هي ممثلة أمريكية، ولدت في 5 أكتوبر 1925 في ليتل روك في الولايات المتحدة، وتوفيت في 17 مارس 1997 في لوس أنجلوس في الولايات المتحدة بسبب سرطان. من الجوائز التي نالتها National Cowgirl Museum and Hall of Fame ‏.

## جوائز
- National Cowgirl Museum and Hall of Fame [الإنجليزية]‏

## وصلات خارجية
- غيل ديفيس على موقع IMDb (الإنجليزية)
- غيل ديفيس على موقع إن إن دي بي (الإنجليزية)
- غيل ديفيس على موقع قاعدة بيانات الفيلم (الإنجليزية)